# Oleg Kononenko
Oleg Dmítrievitx Kononenko (rus: Олег Дмитриевич Кононенко) és un cosmonauta rus.